# Widłowa Kopka
Widłowa Kopka (słow. Vidlová kôpka, ok. 2125 m) – niewielkie wzniesienie w południowo-zachodniej grani Młynarza w słowackich Tatrach Wysokich. Znajduje się pomiędzy Niżnim a Pośrednim Widłowym Siodłem. Pierwsza z tych przełęczy oddziela Widłową Kopkę od Widłowego Zwornika, druga – od Wyżniej Widłowej Turni. Jest zwornikiem – w kierunku południowo-wschodnim odchodzi od kopki krótka grańka, dzieląca górną część Widłowego Żlebu (zwanego inaczej Żlebem pod Widłę) na dwie gałęzie. Grańka ta kulminuje w dwuwierzchołkowej, trudno dostępnej Pośredniej Widłowej Turni, oddzielonej od Widłowej Kopki Widłowymi Wrótkami. Przez Widłową Kopkę prowadzi jedna z łatwiejszych, nieznakowanych dróg na wierzchołek Młynarza.